# Ljubov Burda
Ljubov Burda (ryska: Любовь Викторовна Бурда), född den 11 april 1953 i Voronezj, Ryssland, är en sovjetisk gymnast.
Hon tog OS-guld i lagmångkampen i samband med de olympiska gymnastiktävlingarna 1968 i Mexico City.
Hon tog OS-guld i samma gren i samband med de olympiska gymnastiktävlingarna 1972 i München.